# Hunted
Hunted è una serie televisiva inglese scritta da Frank Spotnitz per la rete televisiva BBC e per l'emittente televisiva americana Cinemax. La serie è iniziata il 4 ottobre 2012 su BBC One e il 19 ottobre su Cinemax.

## Trama
Sam Hunter (Melissa George) è un agente operativo dell'agenzia investigativa privata "Byzantium".
Dopo essere rimasta vittima di un tentato omicidio sparisce dai radar dell'agenzia tanto che la sua squadra la crede morta. Ritiratasi in un luogo isolato Sam indaga sui fatti che hanno portato al suo attentato e inizia fermamente a credere che sia stato architettato da qualche componente della sua stessa squadra. Dopo più di un anno decide di tornare all'agenzia e riprendere il suo posto nel team, per continuare ad indagare.

## Episodi
| Stagione       | Episodi | Prima TV UK | Prima TV Italia |
| -------------- | ------- | ----------- | --------------- |
| Prima stagione | 8       | 2012        | 2013            |